# Музей-майстерня Івана Кавалерідзе
Музей-майстерня Івана Кавалерідзе — музей видатного українського скульптора, засновано у 1993 році на Андріївському узвозі, в будинку № 21, де в 1911 році митець працював над пам'ятником княгині Ользі.
Іван Петрович Кавалерідзе (1887—1978) — український скульптор, кінорежисер, драматург, народний артист України.

## Історія
Музей-майстерня відкритий 15 листопада 1993 року за розпорядженням Представника Президента України в м. Києві п. Леоніда Косаківського та за ініціативи багатьох видатних діячів культури, політиків. 
Засновниками музею є Нонна Капельгородська — племінниця Івана Кавалерідзе, кінознавець, науковий працівник, автор багатьох творів та досліджень про творчість І. П. Кавалерідзе та Ростислав Синько (1933—2010) — кінорежисер, скульптор, сценарист, заслужений працівник культури України, учень, чоловік Н. Капельгородської, спадкоємець Івана Кавалерідзе. Ростислав Синько був і директором музею-майстерні до 2008 року. Понад 15 років, у 1998—2015 роках, відділом кіно і театру музею-майстерні завідував кінознавець Юрій Шлапак.

## Експозиція
У музеї зберігається понад 5000 експонатів, присвячених життю і творчості майстра. Серед них
- скульптурні роботи, моделі та проєкти, фрагменти проєктів пам'ятників, ескізи до проєктів пам'ятників, створених художником:

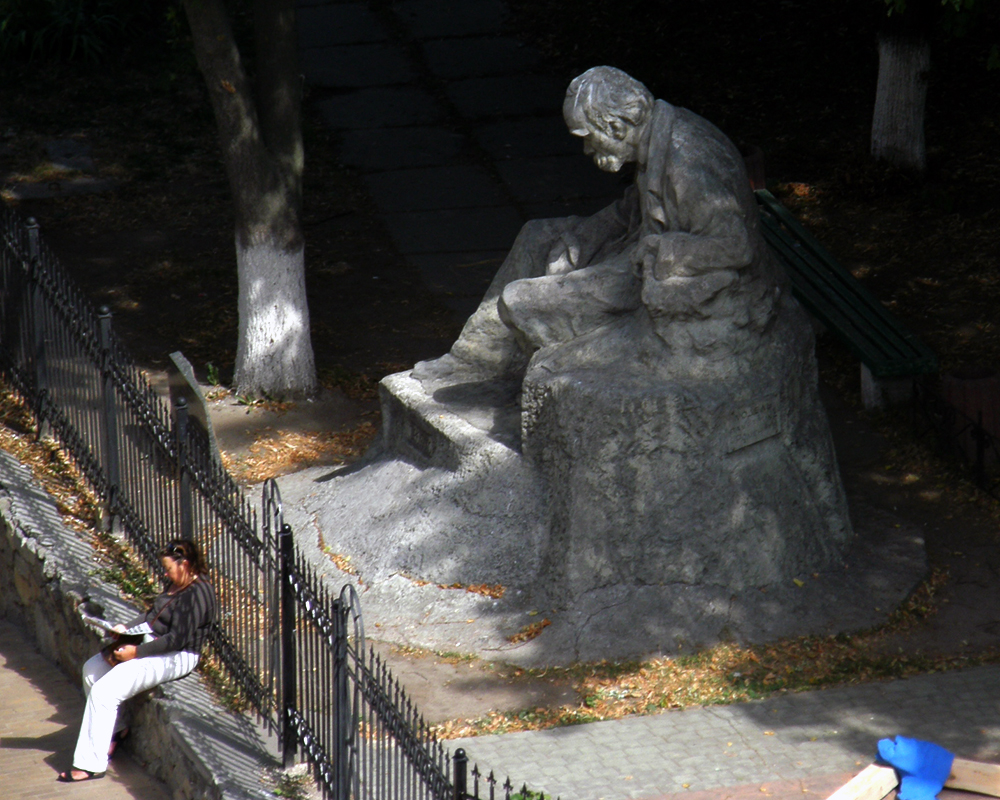
копія пам'ятника Тарасу Шевченку в Ромнах

- - першого в Україні пам'ятника Тарасу Шевченку (1918, в Ромнах),
  - пам'ятників Шевченку в Сумах, Полтаві, Каневі і Ленінграді
  - пам'ятника Григорію Сковороді в місті Лохвиці (1926), Києві і Харкові,
  - пропагандистських пам'ятників Артему у Бахмуті та Святогорську
- багато оригіналів його станкових скульптур, меморіальні речі,
- рідкісні прижиттєві фотографії,
- рукописи сценаріїв до фільмів «Коліївщина», «Прометей»,
- архівні матеріали,
- відеокасети та DVD з фільмами «Перекоп», «Штурмові ночі», «Коліївщина», «Прометей», «Наталка Полтавка», «Запорожець за Дунаєм», «Григорій Сковорода», «Повія»,
- фотографії з кінофільмів, афіші кінофільмів,
- стрічки про Івана Кавалерідзе:
  - «Грані таланту» (1970, М. Ліничук),
  - «Іван Кавалерідзе. На зламах часу» (1988, т/ф Р. Синька),
  - «Княжий пам'ятник» (1992, Л. Борисової),
  - «Від Подолу до Золотих воріт» (1997, відео, Р. Єфіменка),
  - «Шлях Івана Кавалерідзе» (1999, Г. Десятника),
  - «Майстер і музи» (2007, з циклу «Гра долі», реж. В. Образ)[2].
- книги та видання про нього.

Біля музею у маленькому саду виставлено декілька робіт скульптора, які не помістилися в всередині музею, зокрема, оригінал першого монумента княгині Ользі, що був обезголовлений більшовиками.
Облаштовується меморіальна кімната митця, до якої входять меблі, особисті речі, що були передані Ростиславом Синьком.
Власні твори подарували музею сучасні митці, серед яких Іван Марчук, Василій Гурін, Валерій Франчук, Віктор Григоров, Віктор Зарецький, Борис Плаксій, Евген Лученко, Олександр Бородай, Теміш Лящук, Віра Томашевська, Лейла Шалабі, Захаринка, Петро Вишняк, Анатолій Зозін, Мухамед Алі, Гражина Михаляк-Базилевич, Здіслав Базилевич, Микола Сліпченко, Костянтин Козловський, Володимир Гурін, Олександр Масик, Андрій Гук, Андрій Серєбряков, С. Шапіро, Олександр Павлов, Акбар Хурасані, Валентин Фещенко, Руслан Пушкаш.

## Діяльність
При музеї діє творча майстерня, яка зняла кілька фільмів про художника, займається втіленням в життя задумів, які він не зміг здійснити.
Відеозал та галерея «В домі Івана Кавалерідзе» популяризують найкращих діячів національного мистецтва та обдаровану молодь.
У музеї постійно проводяться художні виставки. Щороку, з 1999 року на День Незалежності України відкривається виставка «Творці Незалежності» за ідеєю Ростислава Синька, здійсненою у співпраці із художником Борисом Плаксієм (1937—2012).